# 臺灣紳章

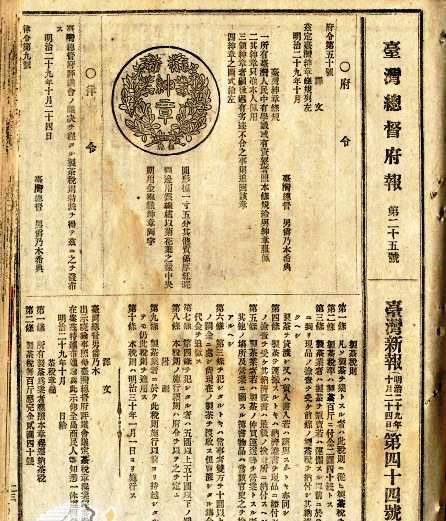
明治29年10月臺灣總督府報-臺灣紳章條規

臺灣紳章為臺灣日治時期，由臺灣總督府頒發給台籍仕紳、商人的一種榮譽象徵，目的在於使這群菁英人士向日本政府靠攏。

## 背景
西元1895年，日本與大清簽訂馬關條約，由清方割讓福建台灣省主權。隨後，原在台任官職之大清官員與部份仕紳建立臺灣民主國，與日本爆發乙未戰爭，最終由日方獲勝。正式完整接收在台殖民地後，臺灣總督桂太郎於明治二十九年（1896年）九月發表諭告，計劃針對具有學識、資本或名望的台籍「良民」實施優待辦法，使他們均霑皇化以攏絡臺灣民心。該年10月23日，總督府以府令第四十號發布〈臺灣紳章條規〉及其內規〈臺灣紳章條規取扱內規〉。

## 簡介
紳章制度正式建立之後，總督府遂依照內規之規定，於1897年頒發了416枚紳章。這批紳章主要頒發給以下兩種類行的人士：具有清國政府科舉功名者（進士、秀才、生員等有學識者）、富有名望及財產者。其配戴須知如下：一、紳章要常縫左臂之上。二、凡受此紳章者，若有舉止不端，當即追回。三、若將紳章遺失，應赴該管廳稟明緣由，再予給領。四、受紳章者，倘遇病故，應由該親族之人報由該管廳將此紳章繳銷。
以竹南許宗濂為例，許宗濂於1868年考取生員，並為竹南中港愛蓮書院塾師，日本領台後，被聘為公學校漢文教習，於1897年4月獲頒紳章，同年12月，許宗濂出任新竹縣頭份辨務署參事。

## 相關
- 臺灣列紳傳

## 連結
- 拉攏臺灣仕紳、富豪人心的紳章制度 :: 國史館臺灣文獻館-電子報
- 日治時期紳章的作用 :: 國史館臺灣文獻館-電子報